# Scotorythra gomphias
Scotorythra gomphias là một loài bướm đêm trong họ Geometridae.